# Монастир Подмаїне

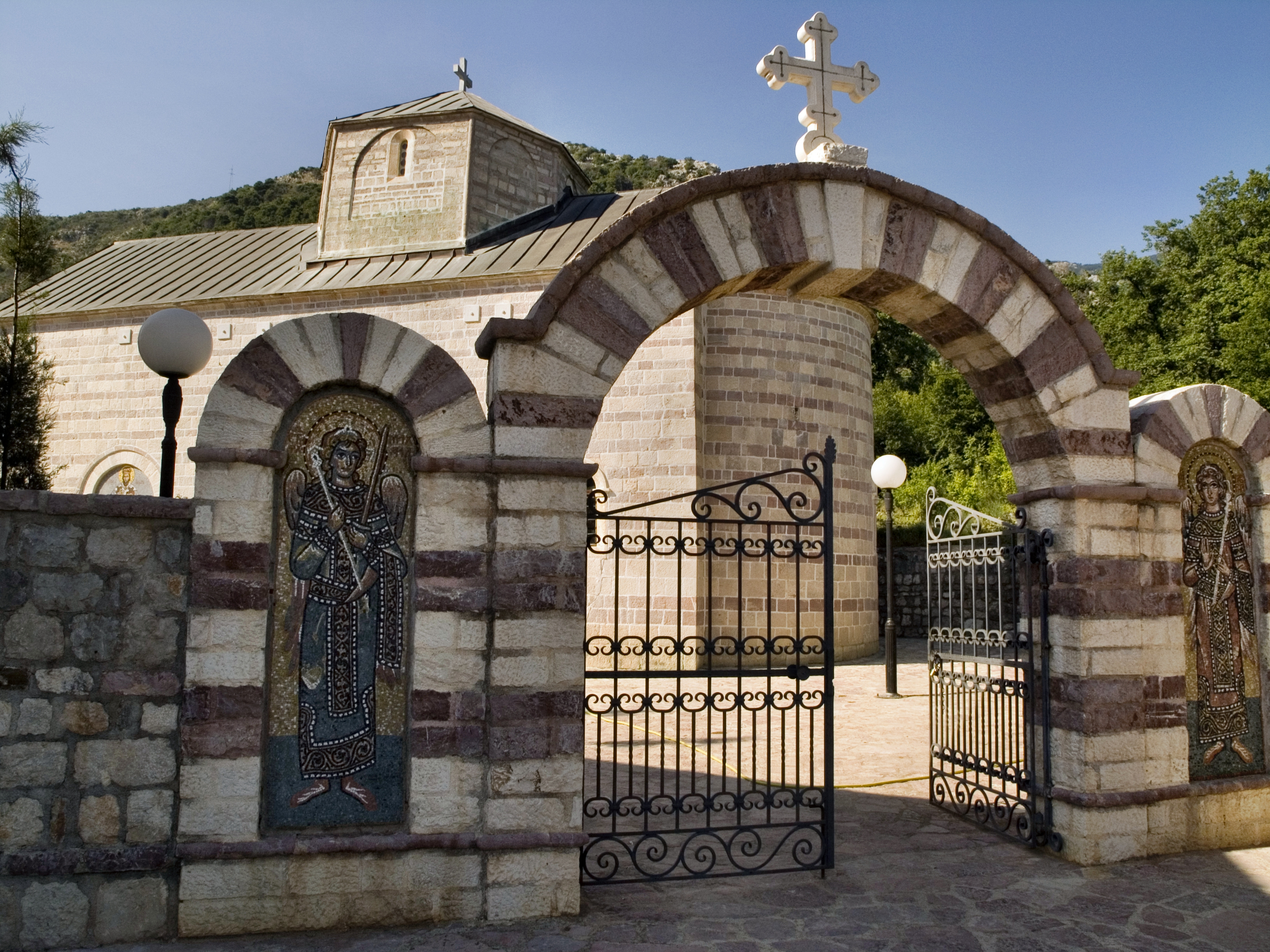
Монастирські ворота.

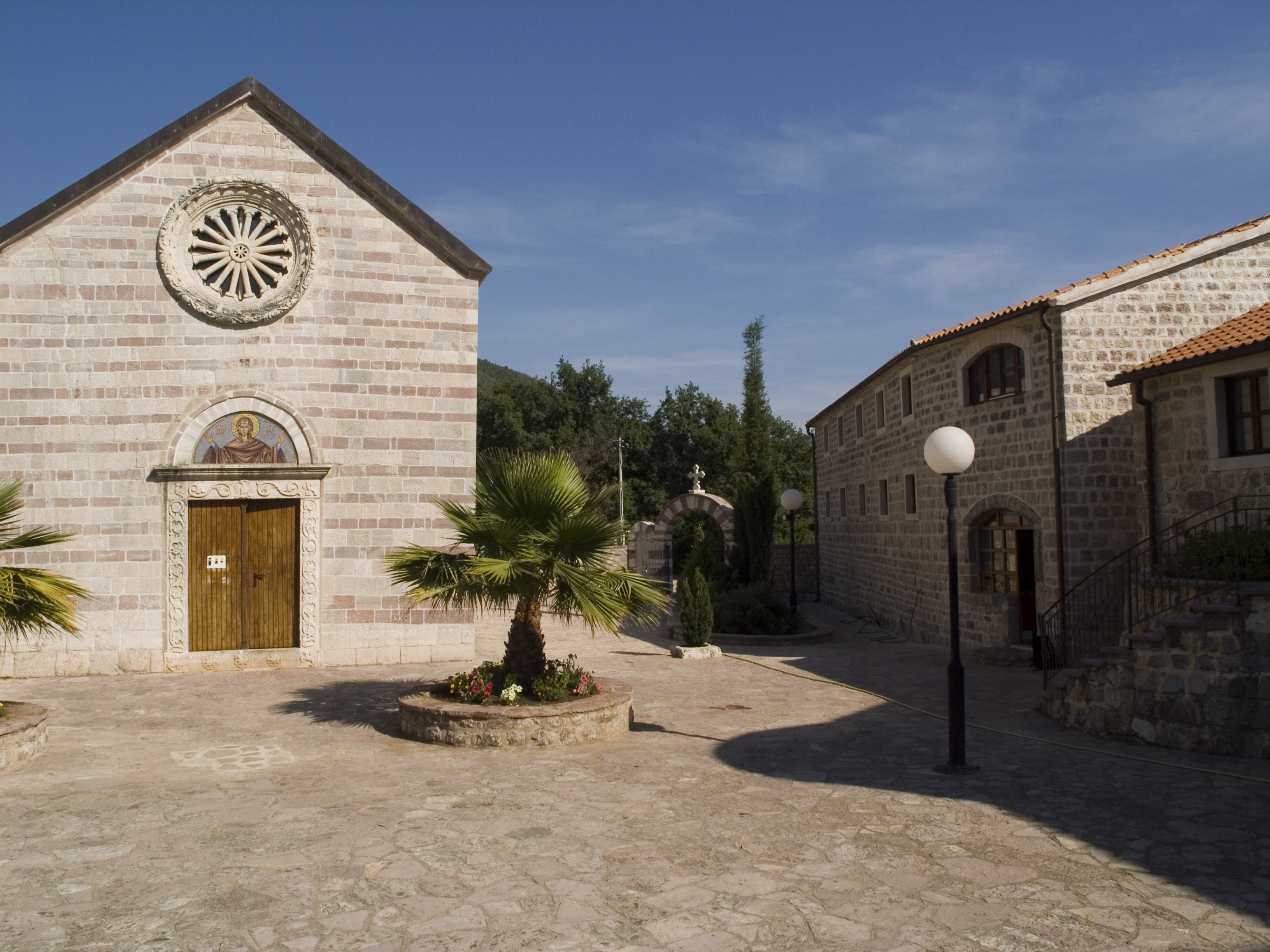
Внутрішній двір монастиря.

Монастир Подмаїне (серб. Манастир Подмаине) — православний монастир у місті Будва (Чорногорія) приблизно за 2,5 км від старого міста. Монастир також відомий під назвою Подострог. Обидві назви він отримав від сусідніх топонімів — земель громади Маїн і гори Остроґ.

## Історія
Точний час заснування монастиря невідомий, імовірно він з'явився під час правління середньовічної сербської династії Неманічей. За легендою, Святий Сава Сербський саме з цього монастиря вирушив у паломництво на Святу Землю.
XV століття в монастирі була побудована невелика кам'яна церква Успіння Богоматері, що збереглася до сьогодні. За наявними в ній написами, вона була збудована 1630 року.
Монастир був літньою резиденцією чорногорських митрополитів, зокрема, в ньому часто бував засновник династії Петровичей-Негошей митрополит Даниїл, що побудував поруч з монастирем  кам'яний міст, який зберігся до нинішніх часів.
1718 року за Пожаревацькою мирною угодою між Венецією та Стамбулом, територія громади Маїн разом з монастирем відійшла до Венеційської республіки, та сам монастир залишився у власності чорногорських митрополитів.
4 січня 1735 року в монастирі помер митрополит Даниїл; похований в малій церкві Успіння.
1747 року чорногорський митрополит Сава Петрович Негош заклав новий великий головний храм Успіння Богородиці. Інтер'єр церкви був прикрашений рисанським художником Рафаїлом Димитриєвічем. У новий храм перенесли й прах митрополита Даниїла. 1856 року, після закриття монастиря, його прах був перенесений на вершину Орлова Хреста в Цетинє.
Монастир часто відвідував митрополит і поет Петро II Петрович, який любив прогулюватися по збудованій ним монастирській терасі з видом на море. У цьому монастирі Петро II Петрович написав свою поему «Слободіада» та частину поеми «Горський вінець».
1837 року, під тиском австрійців, до яких приморські території Чорногорії перейшли після Наполеонівських війн, Петро II Петрович був змушений продати їм монастир. Австрійці використовували монастирський комплекс як військове укріплення, в малій церкві розмістилася в'язниця.
У 50-ті роки XIX століття колишній монастир викупив священик Филип Танович. Багата бібліотека монастиря була продана сербському просвітителю Вуку Караджичу.
1864 року монастир сильно постраждав від пожежі.
1869 року, під час придушення Бокельського повстання, австрійці знову спалили монастир. Після цього він довгий час не відновлювався.
До 1953 року монастир залишався у власності спадкоємців Тановича, коли був націоналізований державою. Перебував у власності Інституту із захисту пам'яток культури Чорногорії до 1994 року.
1979 року монастирські будівлі сильно постраждали від землетрусу. 
Монастир був відновлений і знову відкритий 1995 року.
Великий храм Успіння був реставрований і заново розписаний Володимиром Кірішавічем наприкінці 1990-х — 2000 роках. Цікаво, що в сцени Страшного суду іконописець помістив серед грішників в пеклі югославського комуністичного лідера Йосипа Броз Тіто. 
З лютого 2009 року настоятелем монастиря є ігумен Рафаїл Болович.

## Ресурси Інтернету
- Интернет презентација манастира
- Шематизам Митрополије црногорско-приморске — манастир Подмаине